# Behemot (powieść Scotta Westerfelda)
Behemot – druga książka z serii Lewiatan autorstwa Scotta Westerfelda. Została wydana w październiku 2010 r.; polskie wydanie ukazało się we wrześniu 2011 r. Jej kontynuacją jest Goliat wydany 22 września 2011 r.

## Fabuła
Po wydarzeniach ukazanych w książce Lewiatan tytułowy okręt Royal Air Navy kieruje się w stronę Konstantynopolu, by zawrzeć przymierze z sułtanem i nie dopuścić do przejścia Turcji na stronę Chrzęstów. Okazuje się jednak, że Niemcy zdążyli już przeciągnąć sułtana na swoją stronę, co może zagrozić pozycji Rosji (państwa darwinistycznego) i zaważyć na losach wojny. Narastające niepokoje w Stambule, gry polityczne między Chrzęstami a Darwinistami oraz tocząca się w Europie wojna stanowią tło wydarzeń dla przygód młodego następcy tronu Austro-Węgier - Aleksandra Ferdynanda - i jego poznanej na pokładzie Lewiatana przyjaciółki, Deryn Sharp, którzy sami muszą się opowiedzieć, po czyjej chcą walczyć stronie.

## Nowe postacie
Oprócz osób znanych z Lewiatana w Behemocie pojawiają się następujące osoby:
- Eddie Malone – amerykański dziennikarz śledzący perypetie Lewiatana i jego załogi w Stambule. Jego pupilkiem jest żaba rycząca Rusty, która działa niczym żywy dyktafon - potrafi zapamiętać i odtworzyć usłyszaną rozmowę.
- Zaven – rewolucjonista, członek Komitetu Jedności i Postępu. Mieszka wraz ze swoją córką Lilit i matką, również członkami Komitetu.
- Lilit – córka Zavena, żywiołowo usposobiona i nieprzychylna obcym, takim jak Alek. Podobnie jak on, potrafi pilotować maszyny bojowe Chrzęstów, co Alek uważa za „niezwykłe”. Bojowniczka o prawa kobiet, uważa, że rewolucja zrówna prawa obu płci.
- Nene – matka Zavena. W języku ormiańskim słowo „nene”, które Alek początkowo wziął za jej imię, oznacza po prostu „babcia”. Nie potrafi chodzić, ale porusza się na mechanicznym łóżku.
- Bovril – stworzenie, które wykluło się z jajek wyhodowanych przez dr Barlow. Przypomina niewielką małpkę o ogromnych oczach i chwytnych palcach. Potrafi powtarzać pojedyncze słowa, co najwyraźniej sprawia mu dużą przyjemność, a także imitować dźwięki wydawane przez sztuczne stworzenia na Lewiatanie (i w ten sposób je kontrolować).

## Nowe frakcje
Oprócz znanych z Lewiatana, w Behemocie pojawiają się nowe frakcje:
- Imperium Osmańskie (wspomniane, ale nieobecne w Lewiatanie) – teoretycznie neutralne państwo leżące na styku trzech kontynentów: Europy, Azji i Afryki. Jego stolicą jest Konstantynopol (przez miejscowych zwany Stambułem). Ze względu na jego strategiczne położenie (przechodzące przez jego terytorium cieśniny były głównym źródłem przesyłu zasobów z Zachodu do Rosji) tak Darwiniści, jak i Chrzęsty starali się zaskarbić sobie łaski sułtana. Udało się to tym drugim, dostarczając zaawansowaną technologię dla stolicy Imperium i szkoląc jego wojskowych.
- Komitet Jedności i Postępu – tajna, wielonarodowościowa, polityczna organizacja podziemna dążąca do obalenia władzy sułtana. W 1908 r. poprowadził on nieudaną rewolucję. Na jej wyposażeniu znajdują się m.in. stare, wycofane ze służby pojazdy bojowe Chrzęstów (m.in. golemy, budowane przez Żydów).
- Stany Zjednoczone (wspomniane, ale nie pojawiają się) – „dziwna nacja”, jak określa ich Deryn. Amerykanie wykorzystują technologie zarówno Darwinistów, jak i Chrzęstów, w zależności od potrzeb. Są neutralni i nie opowiadają się po żadnej ze stron konfliktu.

## Świat „Behemota” a rzeczywistość
- „Sułtan Osman I” był prawdziwym okrętem wojennym (drednotem), który został opłacony i zbudowany dla Turcji przez Brytyjczyków, jednak po rozpoczęciu I wojny światowej został (na polecenie Pierwszego Lorda Admiralicji Winstona Churchilla) zarekwirowany i używany przez Royal Navy jako HMS Agincourt. Część historyków uważa, że tym czynem Churchill rozzłościł Turków na tyle, że pchnął ich ku Państwom Centralnym (ironią losu jest fakt, że Churchill obawiał się wykorzystania drednotów przeciw Brytyjczykom, gdyby Turcy odwrócili się od ententy).
- Krążowniki Breslau i Goeben to prawdziwe okręty, które I wojna światowa zastała podczas manewrów na Morzu Śródziemnym. Ścigane przez Royal Navy na przestrzeni 6 dni, dotarły do Konstantynopola i zostały przekazane tureckiej marynarce wojennej. Zabieg ten przyspieszył przejście neutralnej dotąd Turcji na stronę Państw Centralnych.
- Prawdziwy Komitet Jedności i Postępu poprowadził udaną rewolucję w 1908 r. i odsunął sułtana oraz wezyra od władzy. W książce bunt się nie udał i Komitet podejmuje kolejną próbę w 1914 r.
- Działo Tesli to hipotetyczna broń wykorzystująca wyładowania elektryczne, rzekomo opracowana przez wynalazcę Nikolę Teslę. Konstruktor twierdził, że jego działo jest w stanie strącić „10.000 aeroplanów z odległości 250 mil”. Nie istnieją jednak żadne dowody na to, że Tesla faktycznie zbudował taką broń. W książce jest ona wykorzystywana przeciw sztucznym stworzeniom, które latają dzięki wytwarzaniu wodoru.